# Ivan Capelli
Pour les articles homonymes, voir Capelli.
 (juin 2025).
Si vous disposez d'ouvrages ou d'articles de référence ou si vous connaissez des sites web de qualité traitant du thème abordé ici, merci de compléter l'article en donnant les références utiles à sa vérifiabilité et en les liant à la section « Notes et références ».
Ivan Capelli est un ancien pilote automobile italien, né le 24 mai 1963 à Milan. La carrière de ce pilote, grand espoir de la Formule 1 à la fin des années 1980, a été brisée par une saison calamiteuse chez Ferrari, dont il est toujours le dernier pilote titulaire à ne pas avoir connu la victoire.

## Biographie

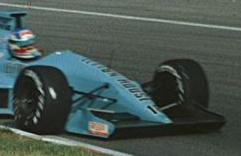
Capelli sur March-Judd 881 au Grand Prix du Canada 1988.

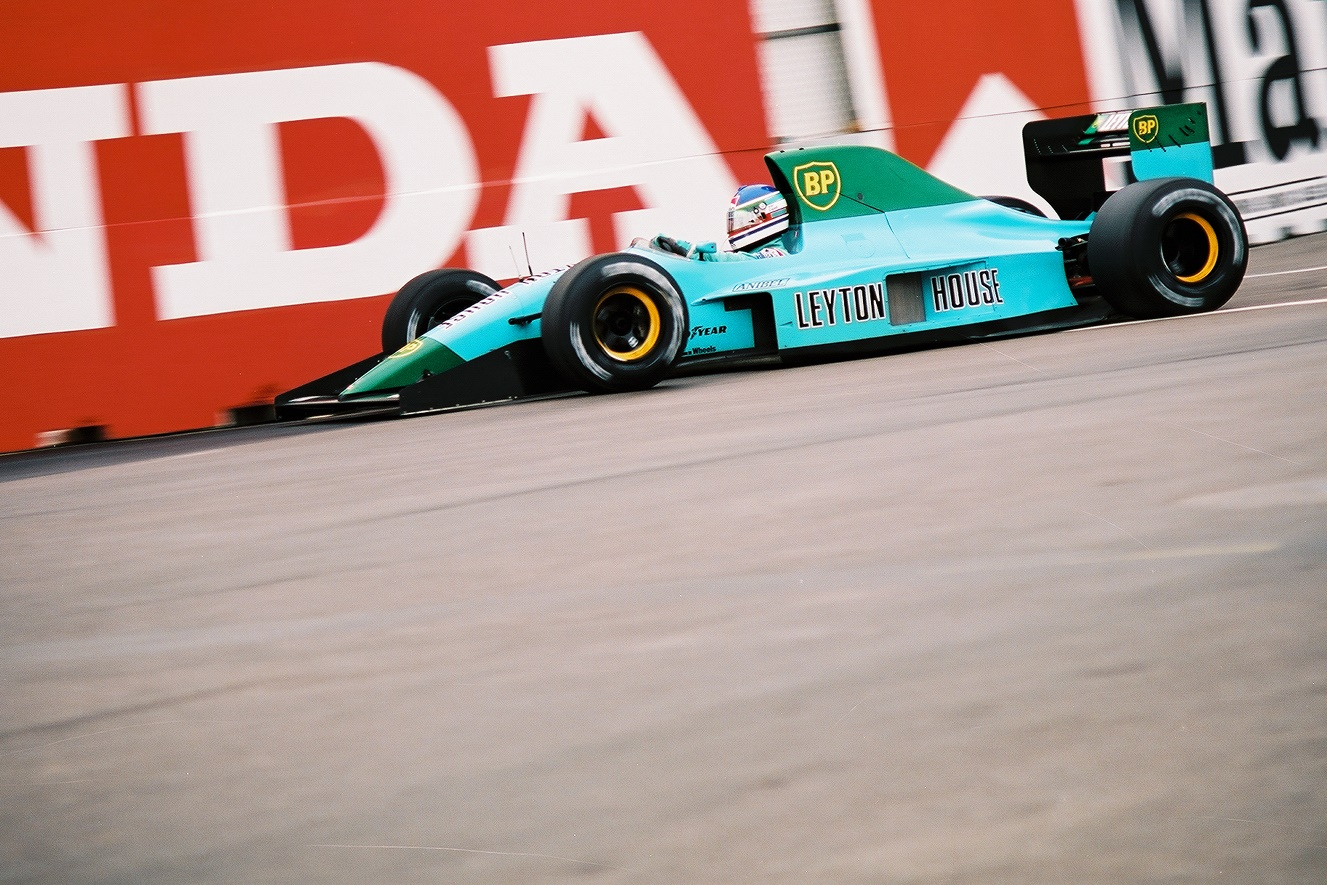
Ivan Capelli sur Leyton House au Grand Prix des États-Unis 1991.

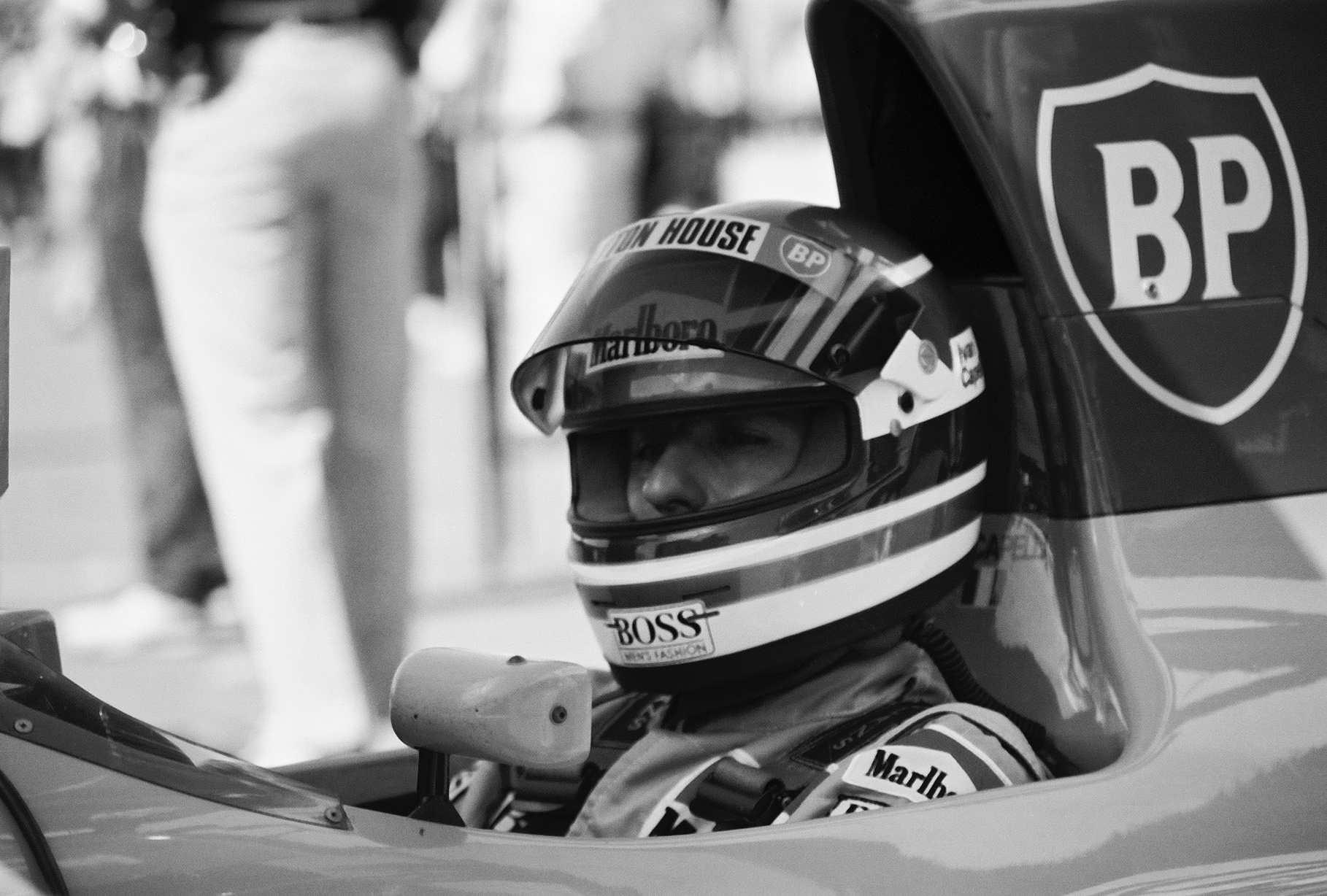
Ivan Capelli dans le cockpit de sa Leyton House au Grand Prix des États-Unis 1991.

Excellent pilote de karting dans les années 1970 et au début des années 1980, il débute en Formule 3 italienne en 1982, pour remporter le titre l'année suivante. En 1984, il accède au championnat européen de la spécialité et est à nouveau titré. Capelli passe au championnat international de Formule 3000 en 1985. Une première saison convaincante, ponctuée d'une victoire, lui permet d'effectuer ses débuts en Formule 1 à la fin de l'année, au sein de l'écurie Tyrrell-Renault. Dès son deuxième Grand Prix, en Australie, il profite de l'hécatombe des favoris pour terminer à la quatrième place. Les prometteurs débuts de Capelli en Formule 1 ne lui permettant pas de trouver un volant de titulaire pour la saison 1986, il décide alors de redoubler en F3000 au sein du Genoa Racing, un choix qui lui permet de remporter le titre. À la fin de l'année, il retrouve la Formule 1 puisqu'il est choisi pour faire débuter en Grand Prix la première Formule 1 de la petite écurie française Automobiles Gonfaronnaises Sportives-Jolly Club SpA.
En raison de ses performances en F3000, la marque brtannique March décide de lui faire confiance pour effectuer son retour en Grand Prix à l'occasion de la saison 1987. Après une première saison mitigée au cours de laquelle Capelli ne marque que le point de la sixième place à Monaco, la March F1 n'étant qu'une F3000 modifiée, les performances décollent à partir de la saison 1988 qui voit l'arrivée chez March du jeune ingénieur britannique Adrian Newey. Souvent en mesure de se mêler à la lutte entre les Ferrari et les invincibles McLaren-Honda, Capelli s'affirme comme la grande révélation de la saison, même si le manque de fiabilité de sa monture l'empêche de concrétiser toutes ses performances. Il décroche quand même son premier podium au Grand Prix de Belgique, derrière les McLaren, puis prend la deuxième place du Grand Prix du Portugal, derrière Alain Prost. Il se fait remarquer également en fin de saison après avoir mené, évènement unique pour une voiture disposant d'un moteur atmosphérique cette année-là, le Grand Prix du Japon. Il termine septième du championnat du monde après avoir fait été compétitif lors de nombreuses courses, en dépit d'une monoplace aux performances moyennes.
En 1989, malgré l'interdiction des moteurs turbo qui devait être favorable aux pilotes March et notamment à Ivan Capelli, par la faute d'une monoplace ratée « capable d'être performante un jour et à la traîne le lendemain » selon lui, la saison tourne rapidement au fiasco et Capelli n'inscrit pas le moindre point. Le pilote romain refait parler de lui en 1990, au volant d'une monoplace très polyvalente, toujours conçue par Adrian Newey. Ainsi, dans ce qui constitue un retournement de situation notable, Capelli manque sa qualification au Grand Prix du Mexique, sa monture s'accommodant très mal du revêtement bosselé du circuit mexicain, avant de dominer l'épreuve suivante, disputée sur le circuit Paul-Ricard en France. Mais des soucis techniques l'obligent à céder la victoire à Alain Prost à seulement quelques tours de l'arrivée et à se contenter de la deuxième place finale. La saison 1991 est plus délicate (une sixième place en Hongrie en guise de meilleur résultat), et les graves soucis financiers de l'écurie March, officiellement dénommée Leyton-House depuis 1990 du nom du partenaire japonais de l'écurie devenu propriétaire, l'obligent même à abandonner le volant avant le terme de la saison.

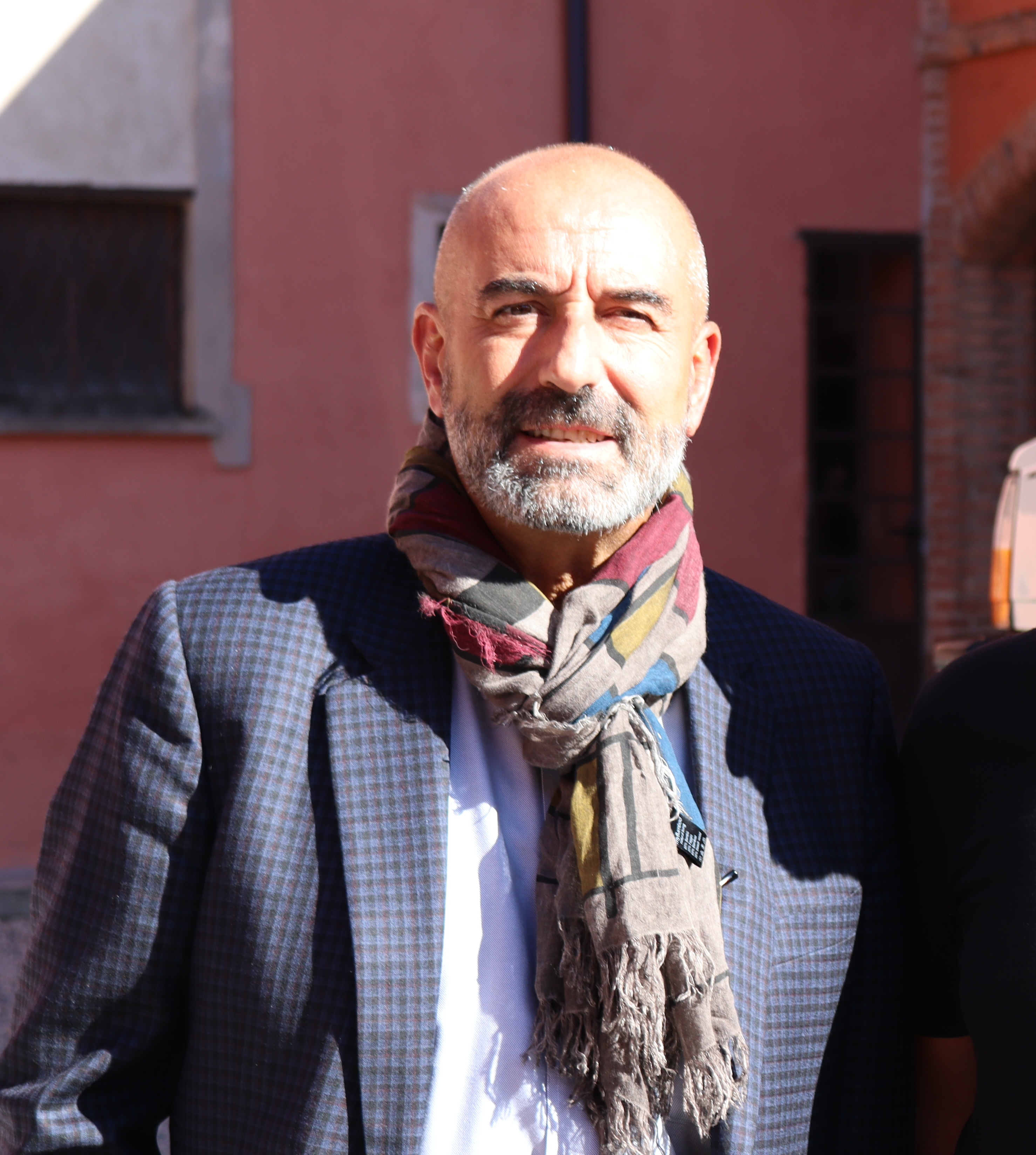
Ivan Capelli en 2022.

Mais dans les paddocks de Formule 1, la réputation de Capelli reste forte à la suite de ses coups d'éclat des saisons 1988 et 1990. Il parvient ainsi à décrocher pour la saison 1992 un volant chez Ferrari, ce qui pour tout pilote italien, représente une forme d'aboutissement. Mais la saison 1992 va s'avérer être l'une des pires de l'histoire de la Scuderia Ferrari, engluée dans ses difficultés techniques et dans les crises politiques. Si son coéquipier Jean Alesi parvient à surnager et à signer quelques belles prestations, Ivan Capelli perd rapidement pied et, en pleine perte de confiance, s'enfonce dans la défaite. À l'issue du Grand Prix de Portugal, marqué par un nouvel abandon sur faute de pilotage, il est limogé et remplacé par le pilote essayeur Nicola Larini pour les deux dernières épreuves de la saison.
En 1993, Capelli retrouve un volant au sein de l'écurie Jordan Grand Prix en grande partie grâce au soutien de Ian Philips, directeur sportif de l'écurie irlandaise, poste qu'il occupait chez March/Leyton-House lorsque Capelli y était. Au bout de seulement deux épreuves dont une non-qualification au Brésil, il mesure tout l'écart qui le sépare de son coéquipier débutant, Rubens Barrichello. D'un commun accord avec son employeur, il préfère quitter l'équipe et mettre un terme à sa carrière en Formule 1.
Malgré quelques apparitions dans d'autres disciplines comme aux 24 Heures du Mans en 1995 sur une Honda GT où il est contraint à l'abandon ou en FIA GT, Capelli tourne rapidement le dos à sa carrière de pilote pour se consacrer à ses affaires. Mais depuis quelques années, il est de retour dans les paddocks de Formule 1 puisqu'il commente les Grands Prix pour le compte de la Rai Uno.

## Résultats en championnat du monde de Formule 1
| Saison | Écurie                         | Châssis    | Moteur                  | Pneus    | GP disputés | Points inscrits | Classement |
| ------ | ------------------------------ | ---------- | ----------------------- | -------- | ----------- | --------------- | ---------- |
| 1985   | Tyrrell Racing Organisation    | 014        | Renault V6 turbo        | Goodyear | 2           | 3               | 17e        |
| 1986   | Jolly Club SpA                 | JH21C      | Motori Moderni V6 turbo | Pirelli  | 2           | 0               | n.c.       |
| 1987   | Leyton House March Racing Team | 87P 871    | Cosworth V8             | Goodyear | 15          | 1               | 19e        |
| 1988   | Leyton House March Racing Team | 881        | Judd V8                 | Goodyear | 15          | 17              | 7e         |
| 1989   | Leyton House March Racing Team | 881 CG891  | Judd V8                 | Goodyear | 16          | 0               | n.c.       |
| 1990   | Leyton House Racing            | CG901      | Judd V8                 | Goodyear | 14          | 6               | 10e        |
| 1991   | Leyton House Racing            | CG911      | Ilmor V10               | Goodyear | 14          | 1               | 18e        |
| 1992   | Scuderia Ferrari SpA           | F92A F92AT | Ferrari V12             | Goodyear | 14          | 3               | 12e        |
| 1993   | Sasol Jordan                   | 193        | Hart V10                | Goodyear | 1           | 0               | n.c.       |

## Résultats aux 24 heures du Mans
| Année | Équipe              | Voiture             | Équipiers                   | Résultat |
| ----- | ------------------- | ------------------- | --------------------------- | -------- |
| 1995  | Honda Motor Co. Ltd | Honda NSX GT1 Turbo | Armin Hahne Bertrand Gachot | Abandon  |

## Palmarès
- Champion d'Italie de Formule 3 en 1983
- Champion d'Europe de Formule 3 en 1984
- Champion international de Formule 3000 en 1986